# Fier (huyện)
Fier là một quận thuộc hạt Fier, Albania. Quận này có diện tích 850 km² và dân số năm 2002 là 200154 người, mật độ 235 người/km².